# Pilar Jeremías Cela
Pilar Jeremías Cela, también conocido como Pilar Xeremías Cela, es una folklorista argentina de origen gallego que se ha dedicado a la difusión de la cultura gallega en la diáspora.

## Biografía
Nació en Argentina, hija de padres gallegos provenientes de Lugo y Santiago de Compostela (España). Estudio Folklore en el Profesorado Nacional de Folklore de Argentina. Allí se especializó en la defensa de la  cultura y la identidad de la nación gallega, siendo una reconocida galleguista. Sus investigaciones se han centrado en el estudio del folklore gallego, especialmente en los "cantos de berce" o canciones de cuna.

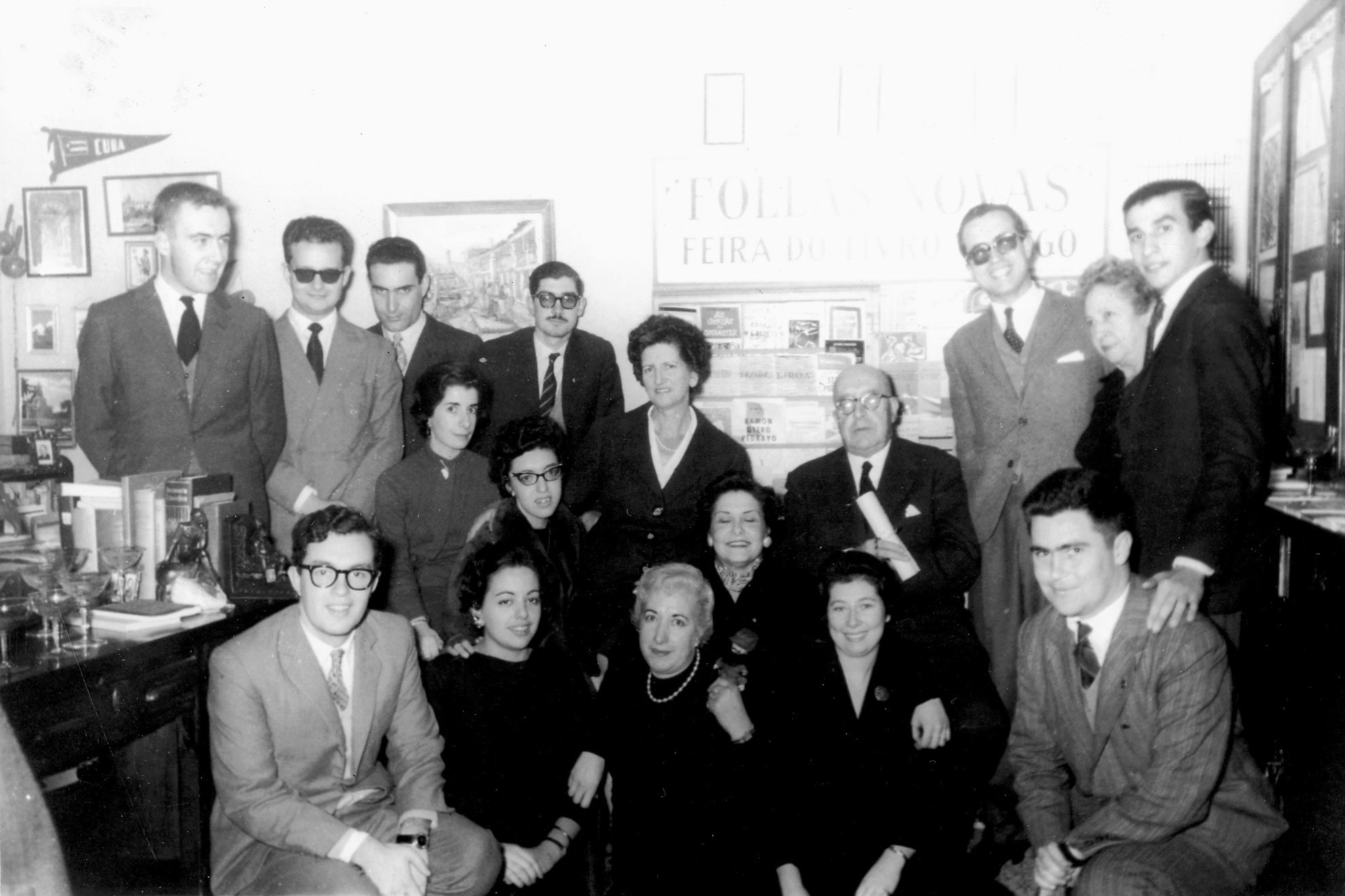
Miembros de Mocedades Galeguistas (1959); Pilar Jeremías Cela se encuentra agachada, segunda desde la izquierda.

Fue una de las fundadoras de las Mocedades Galeguistas, asociación creada del 22 de agosto de 1953 en Buenos Aires. Estaba conformada por varios jóvenes emigrados o miembros de la primera generación, hijos de emigrantes; formada como "rama juvenil de la Cofradía Gallega de Buenos Aires". Entre los fundadores se hallaban Xosé Neira Vilas, Vidal Pérez Graña, Carlos Abraira Cela, Antón Santamarina Delgado, Denis Conles Tizado, Antón Moreda, Xosé Casal, Olga y Pilar Ares, Clotilde Iglesias y Manuel Cordeiro. Contaban con el ideario de retomar la Federación de Mocedades Galeguistas de la década de 1930.
Luego también participaría de su continuadora, la Asociación Argentina de Hijos de Gallegos. En 1956 formó parte del Primer Congreso de la Emigración Gallega celebrado en Buenos Aires, siendo la participante más joven. Allí se reunió el mayor número de representantes de la política, la cultura y la vida institucional del pueblo gallego emigrado. También participó, junto con Clotilde Iglesias y Doris Seco Cela de un trío musical que cantaba canciones tradicionales en círculos de la emigración gallega en el Río da Plata.
De esta forma, Pilar formó parte de una generación de jóvenes gallegos e hijos de gallegos que lucharon por la defensa de la cultura gallega entre los emigrantes en Río de la Plata y por el regreso de la democracia en España durante su etapa con la dictadura franquista. Además, su participación junto con otras mujeres que lucharon por preservar la cultura gallega, colaboró también a abrir estos espacios tradicionalmente reservados a los hombres; logrando que se reconociera la labor femenina. También participa asiduamente en los homenajes al artista gallego Luis Seone, escribiendo incluso una "Guía de murales de Luis Seoane en Buenos Aires".

## Vida personal
Se casó con José Martínez-Romero Gandos en 1967. La invitación a la boda se hizo en idioma español y gallego, a pesar de que en ese momento el idioma gallego estaba prohibido en España por las políticas represivas del gobierno de Franco, las cuales eran avaladas por el gobierno Argentino. Esta fue el primer matrimonio en gallego en el mundo, celebrado en la Iglesia de Santa Rosa de Lima en Buenos Aires. La pareja no tuvo hijos biológicos, pero adoptaron a un niño y una niña. Con ellos y su pareja visitan Galicia en varias oportunidades, radicándose finalmente luego de la crisis económica del 2001 que asoló a la Argentina.

## Homenajes
En el año 2024, la Asociación Amigos dos Museos da Galicia otorgó a Pilar Jeremías Cela y su marido José Martínez-Romero Gandos el Premio Pedra do Destino 2024 por su labor constante en la difusión del patrimonio cultural gallego en la Argentina.